# Cipriano Targioni
Cipriano Targioni (Firenze, 1672 – 1748) è stato un anatomista italiano.

## Biografia
Nato a Firenze, compì gli studi di medicina all'Università di Pisa. Tornato nella città natale, fu incaricato di dirigere le osservazioni e le esperienze fisiche che per ordine del Granduca di Toscana Cosimo III de' Medici (1642-1723) si compivano nella Galleria medicea. Concentrò la propria attenzione sui metodi per preservare i cadaveri degli animali, al fine di sottoporli a dissezione anatomica. Si dedicò anche ad osservazioni meteorologiche, che condusse sistematicamente a partire dal 1728.